# Aspidoscelis motaguae
Aspidoscelis motaguae is een hagedis uit de familie tejuhagedissen (Teiidae).

## Naam
De soort werd voor het eerst wetenschappelijk beschreven door J. Townsend Sackett in 1941. Oorspronkelijk werd de naam Cnemidophorus motaguae gebruikt. Aspidoscelis motaguae behoorde lange tijd tot het geslacht van de renhagedissen (Cnemidophorus).

## Uiterlijke kenmerken
Aspidoscelis motaguae is een relatief grote soort, de mannetjes kunnen tot 33 centimeter lang worden inclusief de staart. De staart is 1,5 keer zo lang als het lichaam. De vrouwtjes blijven gemiddeld wat kleiner. De basiskleur van deze soort is bruin, met op de rug vele kleine afstekende gele tot witgele vlekjes, van net achter de voorpoten tot de staartbasis. De kop is groot en robuust en loopt erg spits af. Met name mannetjes in de paartijd hebben een felblauwe buik en onderzijde van de flanken, maar ook vrouwtjes hebben een blauwige buik. De keel en voorzijde van de buik zijn wit tot witgrijs. Het verschil tussen man en vrouw zit hem in de bredere staartbasis; mannetjes hebben hierin hun hemipenis geborgen waardoor er een verdikking is te zien.

## Levenswijze
Aspidoscelis motaguae is een bodembewoner die overdag op prooien jaagt. Het is een zeer actieve soort die zich vaak op open plekken begeeft om te zonnen. Op het menu staan voornamelijk geleedpotigen zoals insecten maar ook kleine gewervelden worden waarschijnlijk gegeten. De vrouwtjes zijn eierleggend.

## Verspreiding en habitat
De hagedis komt voor in het noorden van Midden-Amerika en leeft in de landen El Salvador, Guatemala, Honduras en Nicaragua, in Mexico komt de hagedis voor in de zuidelijke staten Chiapas en Oaxaca.Ook is de hagedis in sommige staten van de Verenigde Staten opgedoken maar komt hier niet van nature voor, zoals in Florida rond Miami. Hier is de hagedis vermoedelijk expres is uitgezet maar de precieze omstandigheden zijn niet bekend.
De habitat bestaat uit tropische loofbossen tot vochtige bossen in laaglanden. Ook in voedselarme gebieden kan de soort zich handhaven, evenals in door de mens aangepaste gebieden. Voorbeelden zijn agrarische streken en rond huizen in de nabijheid van steden.

## Beschermingsstatus
Door de internationale natuurbeschermingsorganisatie IUCN wordt de soort als veilig beschouwd (Least Concern of LC). De hagedis duikt soms op in de internationale dierenhandel.